# Mikro hidroelektrana Mataković
Mikro hidroelektrana Mataković ili mHE Mataković je stari mlin koji su braća Andrija i Krunoslav Mataković preuredili u malu hidroelektranu i ima instaliranu snagu od 15 kW. Pošto je mHE Mataković u dvojnom vlasništvu braće, postoje dvije vodne turbine tipa Kaplan, dva asinkrona generatora od 15 kVA i dva mjerna mjesta za svakog proizvođača. Predviđeni rad je isključivo paralelno s elektroenergetskom mrežom. mHE Mataković je pribranska hidroelektrana i nalazi se u nastavku slapa na Mrežnici. Derivacijski kanal je kratak (oko 3 metra), te je i pad malen (oko 2 metra). Na ulazu u derivacijski kanal nalazi se sitna rešetka bez mogućnosti automatskog čišćenja. mHE nema ugrađenu grubu rešetku. mHE je izgrađena isključivo zahvaljujući velikom entuzijazmu gospode Krunoslava i Andrije Matakovića. Tako su i vodne turbine izrađene u strojobravarskoj radionici Mataković.

## Pregled postupka priključivanja MHE Mataković
Prvi zahtjev za priključak mHE Mataković podnesen je 12. ožujka 1991. Nakon toga, investicija je odgođena radi Domovinskog rata. Dana 13. ožujka 1996., investitor je ponovio zahtjev. Nadležno tijelo državne uprave u Dugoj Resi izdalo je građevinsku dozvolu 05. rujna 1996. Uvjeti za priključak mHE Mataković su bili da se priključak izvrši na NNM Zvečaj kamenolom. Priključak je izveden nadzemnom niskonaponskom mrežom u duljini od 250 metara kabelom XOO/O-A 3x70 + 71,5 mm2. Prema ovoj dozvoli predviđen je način pogona paralelno s razdjelnom mrežom bez mogućnosti otočnog rada. Planirana godišnja proizvodnja je bila 2 x 108 000 kWh, dok je planirano za vlastite potrebe 2 x 500 kWh. Pregled je izvršen 09. prosinca 2004., na temelju kojeg je mHE Mataković puštena u probni pogon. Tehnički pregled građevine je održan 29. studenog 2007., gdje je državno tijelo izdalo Uporabnu dozvolu za mHE Mataković.

### Rad mHE Mataković
Zbrajanjem proizvedene radne energije obaju električnih generatora dobije se da ukupna proizvedena radna energija MHE Mataković u 2009. iznosi 112 MWh. Pošto su u mHE Mataković ugrađena dva asinkrona generatora, proizvođači su bili prisiljeni ugraditi kompenzaciju jalove električne energije. To je riješeno ugradnjom automatske kompenzacije koja je podešena na cos φ = 1. Primijećeno je da vršna radna snaga koju mHE daje u elektrenergetski sustav opada tijekom mjeseca kolovoza i rujna zbog niskog vodostaja. Maksimalno vršno opterećenje od 8,712 kW ostvario je jedan od električnih generatora 13. studenog 2009.
Maksimalna izmjerena vrijednost napona iznosi 261 V, dok je minimalna izmjerena vrijednost iznosila 218 V. S obzirom na to da dozvoljena vrijednost napona iznosi 230 V ± 10 %, to daje za rezultat da se napon smije kretati u granicama 207 V do 253 V. Vrijednost napona
malo prelazi dozvoljene granice. Razlog tome je relativno velika udaljenost mHE Mataković od trafostanice, tako da su varijacije napona velike.
U Republici Hrvatskoj postoji još dosta prostora za izgradnju malih i mikro hidroelektrana. Prvenstveno kao obnova nekadašnjih malih hidroelektrana, a koje su tijekom godina napuštene, a onda i obnova nekadašnjih mlinova i pilana, ako se za to jave odnosno pronađu investitori. S obzirom na to da za ova dva prva slučaja postoje već gotovi zahvati na rijekama, smatra se da su ti položaji i najpovoljnije za izgradnju novih, odnosno obnovu demontiranih mikro hidroelektrana.